# 해수의 온도

육지의 온도는 해수의 온도보다 더 빠르게 증가하고 있다.

해수의 온도(Sea surface temperature, SST)는 바다의 표면에 가까운 물 온도를 의미한다. 간단히 해수온이라고도 한다.
해수의 온도는 인간생활과 밀접한 관계를 갖고 있다. 일반적으로 심해의 수온은 1∼2 °C 정도로서 저온을 나타내지만, 홍해에서는 50 °C를 넘는 이상 고온인 저층수(底層水)가 국부적으로 분포하고 있는데 이것은 지열의 영향에 의한 것으로 간주되고 있다.

## 같이 보기
- 해수면 상승
- 염분